# Rachel Hill
Rachel Hill (* 17. April 1995) ist eine US-amerikanische Fußballspielerin. Sie ist aktuell beim San Diego Wave FC unter Vertrag.

## Karriere

### Verein
Ihre erste Profistation war Orlando Pride. Am 28. Juni 2017 schoss sie dort ihr erstes Profitor. Nach einer Saison dort wurde sie an den australischen Verein Perth Glory FC verliehen. Nach zwei Jahren in Australien, in denen sie in ihrer ersten Saison 15 Tore schoss, wechselte sie zu den Chicago Red Stars zurück in die Vereinigten Staaten. Ihr Debüt hatte sie während dem NWSL Challenge Cup 2020.
Nach einer Leihe zu Linköpings FC, unterschrieb sie 2023 einen Vertrag beim San Diego Wave FC.

### Nationalmannschaft
Hill spielte in der U-23-Nationalmannschaft der Frauen für das U-23 Women’s Nordic Tournament 2016 im Juni 2016 gegen England, Norwegen und Schweden. Die Vereinigten Staaten gewannen das Turnier.